# Wilhelm Wolters
Wilhelm Wolters (* 15. Juli 1855 in Bremen; † 15. Dezember 1918 in Honolulu) war ein deutscher Kaufmann und Mäzen.

## Biografie
Wolters war der Sohn eines Arbeiters. Er erlernte den Beruf eines Kaufmanns. Am Ende der 1870er Jahre wurde er für die Firma des Zuckerkaufmanns Heinrich Hackfeld Repräsentant in Hawaii. Bald darauf machte er sich im Zuckerhandel selbständig. Er erwarb ein großes Vermögen. Auch legte er eine große Briefmarkensammlung an. Er vermachte sein Vermögen der Hansestadt Bremen. Verwandte fochten das Testament an. Die Briefmarkensammlung verkaufte die US-amerikanische Regierung. In einem Vergleich von 1928 fiel ein beträchtliches Vermögen an Bremen. Die Stadt bildete eine Stiftung als Wilhelm-Wolters-Stiftung, die wissenschaftlichen, erzieherischen und künstlerischen Zwecken diene sollte. In der NS-Zeit wurde die Stiftung für politische Zwecke missbraucht.
1928 wurde der Tote gemäß den Bestimmungen des Testaments nach Bremen überführt und auf dem Waller Friedhof bestattet.